# Cha Hwa-yeon
Cha Hwa-yeon (née Cha Hak-kyung) le 27 décembre 1960, est une actrice sud-coréenne.

## Biographie
Elle fait ses débuts en 1978 et devient connue dans le rôle de l'héroïne Kim Mi-ja en 1987 dans le drama coréen Love and Ambition, un personnage qui est devenu une icône pour les femmes coréennes contemporaines à l'époque Mais elle prend sa retraite un an plus tard, après son mariage en 1988. Elle joue à nouveau vingt ans plus tard en 2008 dans Aeja's Older Sister, Minja.

## Filmographie

### Série télévisée
| Année | Titre                                        | Rôle                                           | Network |
| ----- | -------------------------------------------- | ---------------------------------------------- | ------- |
| 1978  | Woman's Face                                 |                                                | TBC     |
| 1979  | 날 저무는 하늘에                             |                                                | TBC     |
| 1979  | 이조여인 오백년사 - 원앙별곡                 |                                                | TBC     |
| 1980  | Pilnyeo                                      |                                                | TBC     |
| 1980  | Ahrong-yi Darong-yi                          |                                                | TBC     |
| 1980  | Daldongne (Moon Village)                     |                                                | TBC     |
| 1981  | Pursuit                                      |                                                | KBS2    |
| 1981  | Detective                                    |                                                | KBS2    |
| 1981  | TV Literature "The Road to Sampo"            |                                                | KBS1    |
| 1981  | Now Is the Time to Love                      |                                                | KBS2    |
| 1982  | TV Literature "Ma"                           |                                                | KBS1    |
| 1982  | Wind Flower                                  |                                                | KBS2    |
| 1982  | Diary of a Mom                               |                                                | KBS1    |
| 1982  | Long Live Ttok-soon                          |                                                | KBS1    |
| 1983  | Thaw                                         |                                                | KBS2    |
| 1983  | Geum-nam's House                             |                                                | KBS2    |
| 1984  | 봉선화                                       |                                                | KBS2    |
| 1985  | Lights and Shadows                           |                                                | KBS2    |
| 1985  | Sun Rising Over the Hill                     |                                                | KBS2    |
| 1986  | Her Portrait                                 | Hee-jae                                        | KBS2    |
| 1987  | Love and Ambition                            | Kim Mi-ja                                      | MBC     |
| 2008  | Aeja's Older Sister, Minja                   | Joo Min-ja                                     | SBS     |
| 2009  | City Hall                                    | Jo Yong-hee                                    | SBS     |
| 2009  | Temptation of an Angel                       | Jo Kyung-hee                                   | SBS     |
| 2010  | Jejungwon                                    | Im Jo-si, Hwang Jung's mother                  | SBS     |
| 2010  | I Am Legend                                  | Mrs. Hong                                      | SBS     |
| 2010  | Sunday Drama Theater "Lunch Box"             | Park Sook-ja                                   | MBC     |
| 2011  | My Princess                                  | Fashion designer (caméo)                       | MBC     |
| 2011  | The Thorn Birds                              | Yoon Myung-ja/Lee Ae-rin                       | KBS2    |
| 2011  | Protect the Boss                             | Shin Sook-hee                                  | SBS     |
| 2011  | A Thousand Kisses                            | Yoo Ji-sun                                     | MBC     |
| 2011  | Pianissimo                                   |                                                | TrendE  |
| 2011  | You're Here, You're Here, You're Really Here | Jeon Mi-ok                                     | MBN     |
| 2012  | Man from the Equator                         | Ma Hee-jung                                    | KBS2    |
| 2012  | The Wedding Scheme                           | So Doo-ryun                                    | tvN     |
| 2012  | A Gentleman's Dignity                        | Seo Yi-soo's mother (caméo, épisodes 16 et 19) | SBS     |
| 2012  | Five Fingers                                 | Na Gye-hwa                                     | SBS     |
| 2012  | Missing You                                  | Kang Hyun-joo                                  | MBC     |
| 2013  | A Hundred Year Legacy                        | Baek Seol-joo                                  | MBC     |
| 2013  | King of Ambition                             | Baek Ji-mi                                     | SBS     |
| 2013  | Thorn Flower                                 | Min Hwa-young                                  | jTBC    |
| 2013  | Give Love Away                               | Hong Soon-ae                                   | MBC     |
| 2013  | The King's Daughter, Soo Baek-hyang          | Do-rim                                         | MBC     |
| 2014  | Big Man                                      | Choi Yoon-jung                                 | KBS2    |
| 2014  | Make a Wish                                  | Shin Hye-ran                                   | MBC     |
| 2014  | It's Okay, That's Love                       | Ok-ja                                          | SBS     |
| 2014  | My Secret Hotel                              | (caméo)                                        | tvN     |
| 2014  | Family Secrets                               | Jin Joo-ran                                    | tvN     |
| 2015  | My Mom                                       | Yoon Jung-ae                                   | MBC     |
| 2024  | Goodbye Earth                                | Joo Myeong-ok                                  | Netflix |

### Film
| Année | Titre                         | Rôle                           |
| ----- | ----------------------------- | ------------------------------ |
| 1981  | Thoughts on Capitalism        |                                |
| 1982  | Choi In-ho's Evening Color    |                                |
| 1983  | The Sparrow and the Scarecrow | Ok-boon                        |
| 1985  | Cicada Singing in the City    |                                |
| 1987  | A Long Journey, A Long Tunnel | (cameo)                        |
| 2009  | White Night                   | Seo Hae-yeong                  |
| 2011  | Sunday Punch                  | Soon-young                     |
| 2012  | Never Ending Story            | Oh Song-kyung's mother (caméo) |

### Spectacle de variété
| Année | Titre               | Réseau | Notes   |
| ----- | ------------------- | ------ | ------- |
| 1981  | Show Show Show (ko) | TBC    | Accueil |

## Théâtre Musical
| Année     | Titre                  | Rôle         |
| --------- | ---------------------- | ------------ |
| 2010-2011 | Really Really Like You | Shin Jang-mi |

## Prix et nominations
| Année | Prix                      | Catégorie                                              | Nomination             | Résultat   |
| ----- | ------------------------- | ------------------------------------------------------ | ---------------------- | ---------- |
| 1978  | Miss Lotte Pageant        | Winner                                                 | NC                     | Lauréat    |
| 1987  | 23rd Baeksang Arts Awards | Most Popular Actress (TV)                              | Love and Ambition      | Lauréat    |
| 1987  | MBC Drama Awards          | Top Excellence Award, Actress                          | Love and Ambition      | Lauréat    |
| 2009  | SBS Drama Awards          | Best Supporting Actress in a Special Planning Drama    | Temptation of an Angel | Lauréat    |
| 2011  | MBC Drama Awards          | Golden Acting Award, Actress in a Serial Drama         | A Thousand Kisses      | Lauréat    |
| 2011  | SBS Drama Awards          | Special Acting Award, Actress in a Drama Special       | Protect the Boss       | Nomination |
| 2012  | KBS Drama Awards          | Best Supporting Actress                                | Man from the Equator   | Nomination |
| 2012  | SBS Drama Awards          | Special Acting Award, Actress in a Weekend/Daily Drama | Five Fingers           | Nomination |
| 2013  | MBC Drama Awards          | Golden Acting Award, Actress                           | Give Love Away         | Lauréat    |
| 2014  | SBS Drama Awards          | Special Award, Actress in a Miniseries                 | It's Okay, That's Love | Nomination |
| 2015  | MBC Drama Awards          | Excellence Award, Actress in a Serial Drama            | My Mom                 | Lauréat    |